# Cratere Fesenkov (Luna)
Fesenkov è un cratere lunare di 36,12 km situato nella parte sud-occidentale della faccia nascosta della Luna, ad est-sudest del cratere Tsiolkovskiy, e a poca distanza dal cratere Stark, più a sud.
È una formazione erosa, il cui orlo esterno è piuttosto irregolare e frastagliato a causa di un recente bombardamento meteorico. Il fondo interno è anch'esso irregolare, soprattutto nella metà orientale; presenta un picco nel punto centrale. Una catena di piccoli crateri secondari ha origine nella parte interna del bordo nordest e prosegue a est verso il cratere Tsiolkovskiy.
Il cratere è dedicato all'astrofisico russo Vasilij Grigor'evič Fesenkov.

## Crateri correlati
Alcuni crateri minori situati in prossimità di Fesenkov sono convenzionalmente identificati, sulle mappe lunari, attraverso una lettera associata al nome.
| Fesenkov | Coordinate             | Diametro (in km) |
| -------- | ---------------------- | ---------------- |
| F        | 23°16′12″S 137°21′36″E | 13,1             |
| S        | 23°32′24″S 133°45′00″E | 16,72            |